# Hinojosas de Calatrava (kommun)
Hinojosas de Calatrava är en kommun i Spanien.   Den ligger i provinsen Provincia de Ciudad Real och regionen Kastilien-La Mancha, i den centrala delen av landet, 210 km söder om huvudstaden Madrid. Antalet invånare är 527.